# Joseph L. Fisher

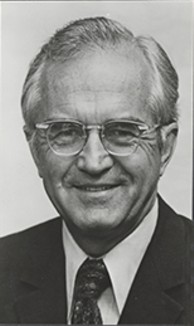
Joseph L. Fisher

Joseph Lyman Fisher (* 11. Januar 1914 in Pawtucket, Rhode Island; † 19. Februar 1992 in Arlington, Virginia) war ein US-amerikanischer Politiker. Zwischen 1975 und 1981 vertrat er den Bundesstaat Virginia im US-Repräsentantenhaus.

## Werdegang
Joseph Fisher besuchte die öffentlichen Schulen seiner Heimat und danach bis 1935 das Bowdoin College in Brunswick (Maine). Danach arbeitete er für einige Jahre für eine Buchhalterfirma. Seit 1939 war er für das National Resource Planning Board tätig; im Jahr 1942 stand er im Dienst des US-Außenministeriums. Während des Zweiten Weltkrieges diente er zwischen 1943 und 1946 in der US Army. Nach dem Krieg studierte er zunächst an der Harvard University Philosophie und dann an der George Washington University Wirtschaftslehre. Danach arbeitete er als Wirtschaftsberater. Von 1953 bis 1974 war er Leiter der Firma Resources for the Future, Inc. Politisch war er Mitglied der Demokratischen Partei.
Bei den Kongresswahlen des Jahres 1974 wurde Fisher im zehnten Wahlbezirk von Virginia in das US-Repräsentantenhaus in Washington, D.C. gewählt, wo er am 3. Januar 1975 die Nachfolge von Joel Broyhill antrat. Nach zwei Wiederwahlen konnte er bis zum 3. Januar 1981 drei Legislaturperioden im Kongress absolvieren. Im Jahr 1980 wurde er nicht wiedergewählt.
Nach dem Ende seiner Zeit im US-Repräsentantenhaus fungierte Fisher zwischen 1982 und 1986 als Staatsminister für Arbeit (Secretary of Human Resources) in Virginia. Danach war er bis 1992 Wirtschaftsprofessor an der George Mason University. Er starb am 19. Februar 1992 in Arlington.